# Desmopachria granoides
Desmopachria granoides är en skalbaggsart som beskrevs av Young 1986. Desmopachria granoides ingår i släktet Desmopachria och familjen dykare. Inga underarter finns listade i Catalogue of Life.